# Mainie Jellett
Mary Harriet "Mainie" Jellett (née le 29 avril 1897 à Dublin et morte le 16 février 1944 à Dublin) est une artiste peintre irlandaise. 
Elle est notamment connue pour son œuvre Decoration (1923) qui figure parmi les premières peintures abstraites montrées en Irlande lorsqu'elle est exposée à la Society of Dublin Painters Group Show en 1923. Mainie Jellett est aussi une défenseuse de l'art moderne, ses œuvres sont présentes dans plusieurs musées du pays. Son travail est également exposé aux Jeux olympiques d'été de 1928.

## Biographie

### Jeunesse et formation

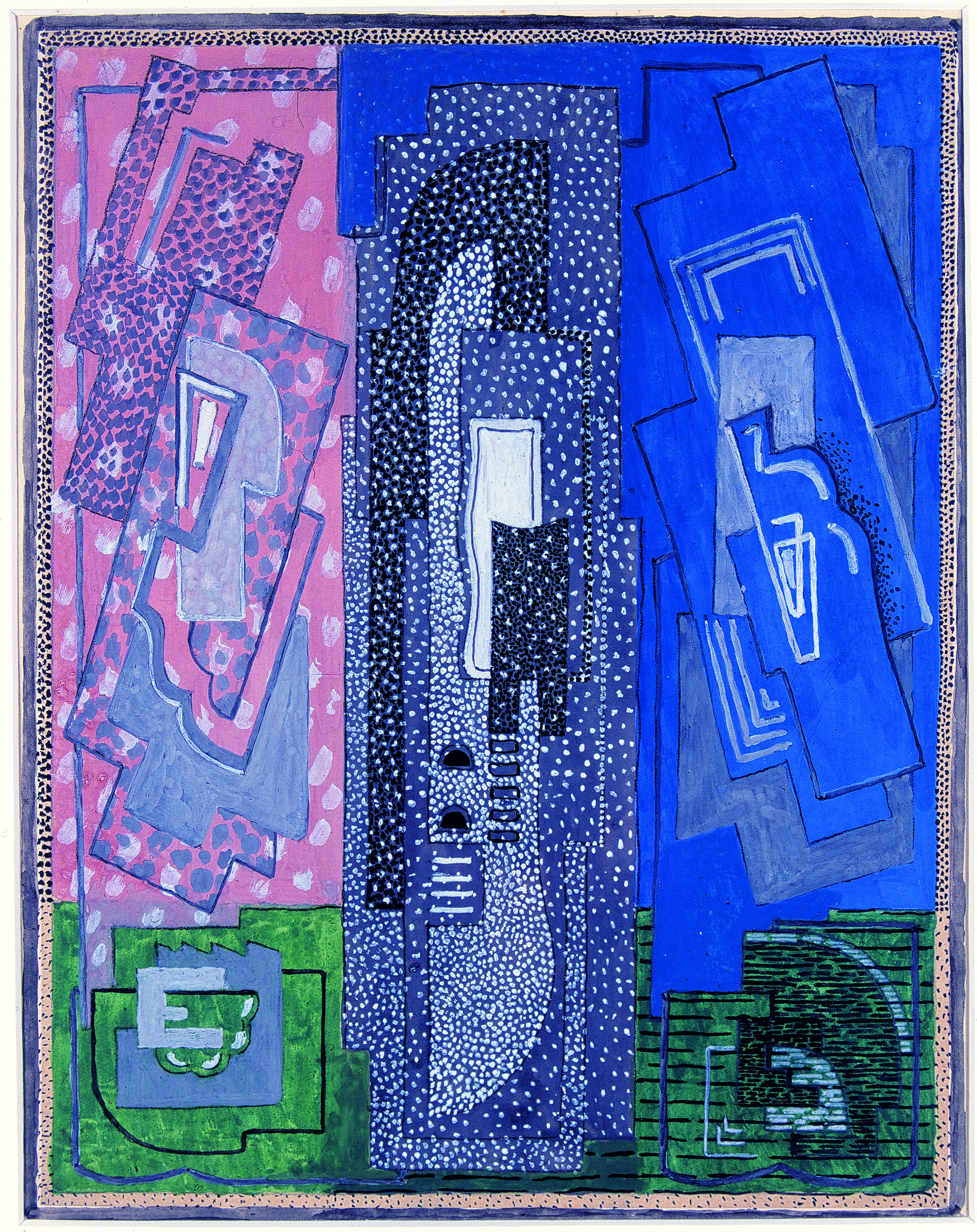
Four Element Composition, 1930, huile sur toile

Mainie Jellett naît le 29 avril 1897 au 36 Fitzwilliam Square à Dublin. Elle est la fille de l'avocat William Morgan Jellett, qui devient plus tard député, et de Janet McKenzie Stokes. Sa tante est une médecin reconnue pionnière qui a principalement travaillé en Inde, Eva Jellett.
L'éducation artistique de Mainie Jellett commence à l'âge de 11 ans, grâce aux cours de peinture d'Elizabeth Yeats, de Sarah Cecilia Harrison et de Miss Manning et dont l'influence sur les artistes irlandais de l'époque était considérable.
Mainie Jellet étudie ensuite au National College of Art and Design de Dublin. Parmi ses professeurs se trouve William Orpen qui influence de manière évidente son travail de l'époque. Malgré son talent, elle reste indécise quant à son avenir artistique.

### Carrière artistique

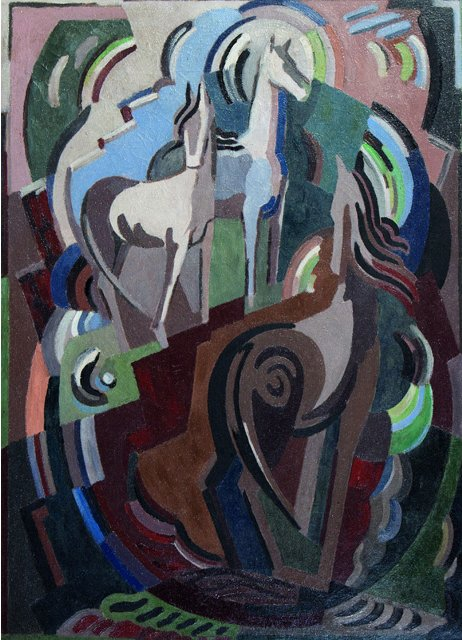
Achill Horses, 1938, huile sur toile,

Elle décide de devenir peintre professionnelle après avoir travaillé avec Walter Sickert à la Westminster School of Art à Londres, où elle séjourne de 1917 à 1919. Elle montre rapidement ses talents d'artiste dans un style impressionniste. En 1920, elle remporte la Taylor Art Scholarship d'une valeur de 50 £. La même année, elle soumet des travaux à l'exposition annuelle de la Royal Hibernian Academy.
En 1921, Mainie Jellett et sa compagne Evie Hone, s'installent à Paris, où, sous la direction d'André Lhote et d'Albert Gleizes, elle fait la connaissance du mouvement cubiste et commence à explorer l'art non figuratif. Son nouveau style, y compris la couleur et le rythme, est grandement inspiré de son passage en France. Après 1921, le couple de femmes retourne à Dublin, tout en continuant de venir très régulièrement à Paris.
Dans un essai de 1943, intitulé Définition de mon art, Mainie Jellett décrit son art comme ayant trois révolutions inspirées par ses professeurs ; le premier est attribué à Walter Sickert, le second à André Lhote et le troisième à Albert Gleizes.
En 1923, elle expose deux peintures cubistes à l'exposition des peintres de Dublin. La critique est hostile à son art, le Irish Times publie une photographie de l'une des peintures et cite un de leurs journalistes qui décrit les deux tableaux comme « un puzzle insoluble ». L'année suivante, Mainie Jellett et Evie Hone connaissent leur première exposition conjointe.
Mainie Jellett est chrétienne profondément engagée. Ses peintures, bien qu'abstraites, portent souvent des titres religieux et font penser à des icônes. Dans Irish Art, a Concise History, Bruce Arnold écrit que : 

« Beaucoup de ses compositions sont construites à partir d'un "œil" ou d'un "cœur" central dans des arcs de couleur, soutenus et unis par le rythme de la ligne et de la forme, et produisent de la profondeur et de l'intensité - un sens de la perspective abstraite - par la simple compréhension de la lumière et de la couleur »

Mainie Jellett était une figure importante de l'histoire de l'art irlandais, à la fois en tant que promoteuse de l'art abstrait et en tant que figure majeure du mouvement moderne. Sa peinture a souvent été critiquée mais elle s'est montrée éloquente pour défendre ses idées. Avec Evie Hone, Louis le Brocquy, Jack Hanlon et Norah McGuinness, elle cofonde l'Exposition irlandaise d'art vivant en 1944.
Dans son article « An Approach To Painting » (1942) elle explique pourquoi elle pense que les artistes sont nécessaires dans la société :

« L'idée qu'un artiste est une personne spéciale, une fleur exotique mise à part des autres est l'une des erreurs résultant de la révolution industrielle et du fait que les artistes ont été chassés de leur position légale dans la vie et la société actuelle. […] Leur isolement forcé de la majorité est une situation très grave et je pense que c'est l'une des nombreuses causes qui ont abouti au chaos dans lequel nous vivons. L'art d'une nation est l'un des faits ultimes par lesquels sa santé spirituelle est jugée et appréciée par la postérité »

### Fin de vie
Mainie Jellett meurt le 16 février 1944, à l'âge de 46 ans, d'un cancer du pancréas. Elizabeth Bowen écrit une nécrologie publiée dans le périodique The Bell. Elle mentionne l'un de leurs derniers entretiens dans lequel l'artiste parle du travail d'une génie, Dorothy Richardson, qui n'a pas encore reçu la reconnaissance qu'elle mérite. Elle prouve par là son engagement pour la culture irlandaise et sa solidarité envers les femmes et  le mouvement féministe.

## Reconnaissance
Son travail constitue une partie importante du projet Active Age du musée irlandais d'Art moderne qui a vu le jour dans le but de réécrire les récits sur l'art. Le musée a décidé de réexaminer les canons européens et faire connaître des personnalités comme Mainie Jellett.
Son œuvre demeure peu connue en dehors de l'Irlande, mais elle reste une pionnière de l'idée d'avant-garde et une militante engagée pour la reconnaissance des jeunes artistes irlandais.
En 1990, Bruce Arnold réalise le documentaire To Make it Live-Mainie Jellett. En 1991, il publie une biographie complète de l'artiste qui comprend  une analyse du mouvement moderne en Irlande,.

## Œuvres dans les collections de musées

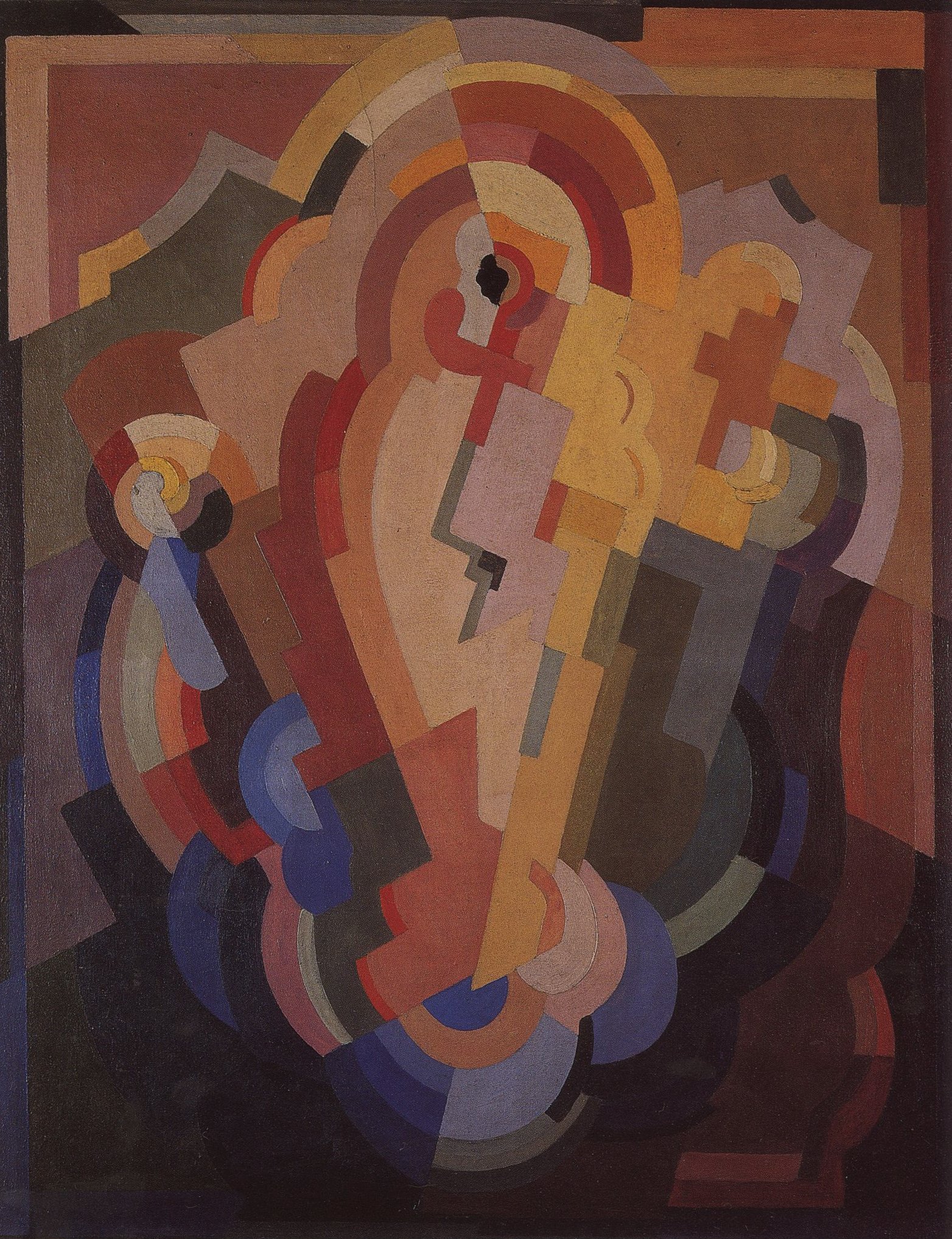
Abstract Composition, 1935, huile sur toile,

Les œuvres de Mainie Jellett sont présentes dans nombre de musée en Irlande. On peut, entre autres, retrouver ses peintures au : 
- Crawford Art Gallery, Cork (Composition (vers 1935))
- Butler Gallery, Kilkenny
- Trinity College, Dublin
- Hugh Lane Municipal Gallery, Dublin
- Musée irlandais d'art moderne, Dublin (Four Element Composition (1930))
- Galerie nationale d'Irlande, Dublin
- Ulster Museum, Belfast